# NGC 2438
NGC 2438 é uma nebulosa planetária localizada a cerca de 2 900 anos-luz da Terra na constelação de Puppis. Foi descoberta por William Herschel em 19 de março de 1786.
NGC 2438 parece estar localizada no aglomerado M46, mas provavelmente não está relacionada visto que os dois não têm a mesma velocidade radial. Esse caso é um exemplo de par sobreposto, assim como NGC 2818.
Imagem com alta exposição mostraram que NGC 2438 tem um halo estendido. A estrela central da nebulosa é uma anã branca de magnitude 17,7, com uma temperatura superficial de cerca de 75000 K. É uma das estrelas mais quentes conhecidas.